# Николаевский тепловозоремонтный завод

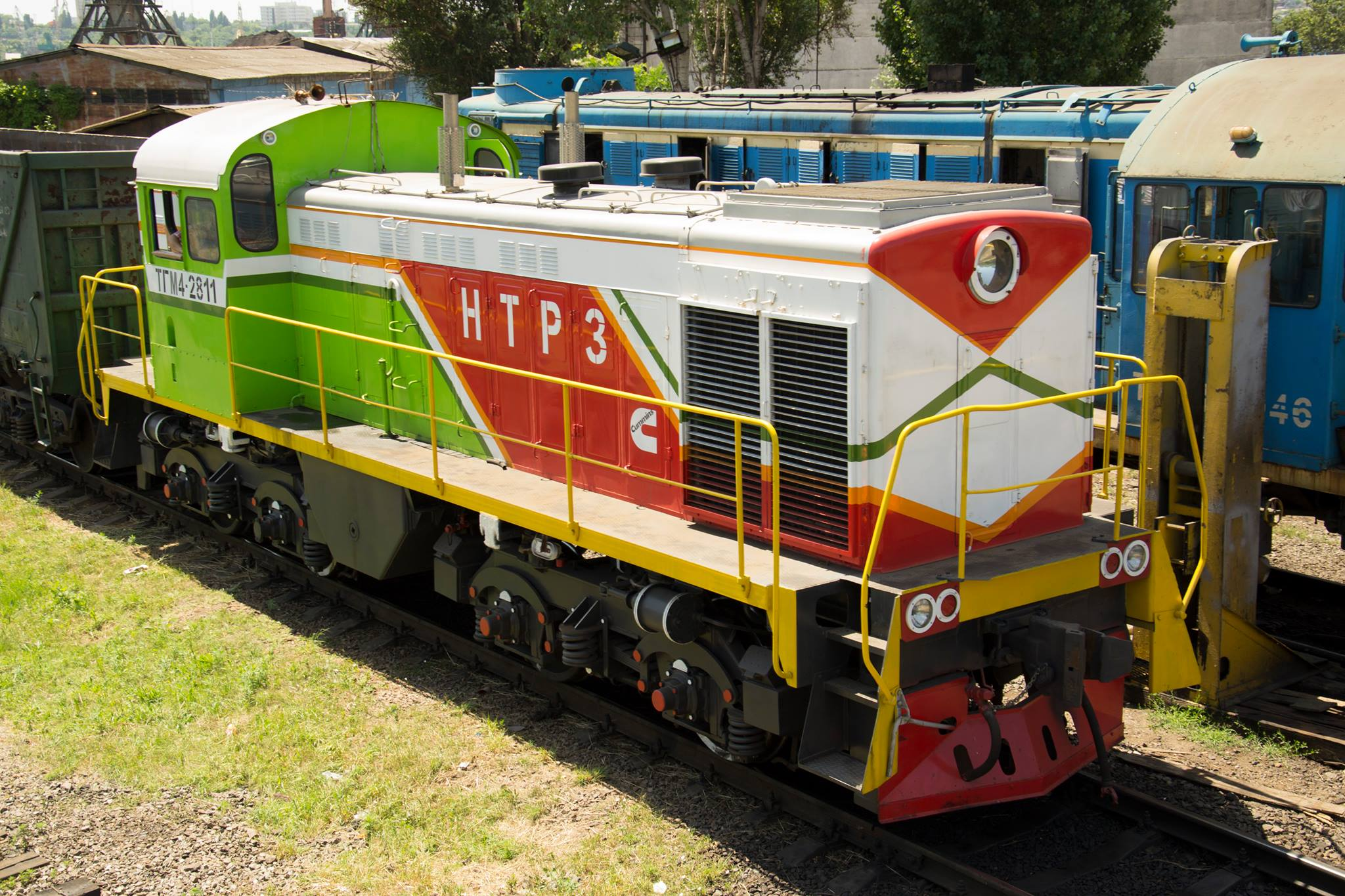
Тепловоз с символикой НТРЗ

Николаевский тепловозоремонтный завод  — украинское предприятие, занимающееся ремонтом железнодорожной техники в городе Николаеве.

## История
Предприятие создано в 2010 году на базе двух структур: ООО «Магистраль — Юг», специализировавшегося на ремонт железнодорожной техники и «МЧП Фирма „Фартон“», занимавшегося продажей запасных частей к железнодорожной техники и обслуживанием собственными локомотивами промышленных предприятий Украины.
Были приобретены 3,5 га заброшенной территории в Кульбакино, на месте бывшего стройбата. За четыре года на месте пустыря вырос завод с новыми производственными цехами, оборудованными всем необходимым для технологического процесса выполнения ремонтов локомотивов.
За 2013 год завод выполнил ремонт 28 тепловозов и порядка 40 тепловозных агрегатов и узлов.

### После 22 февраля 2014

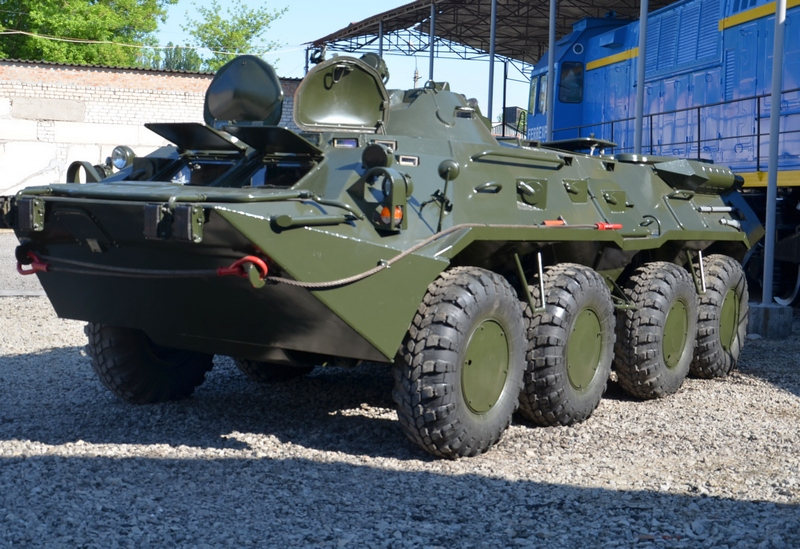
Отремонтированный БТР

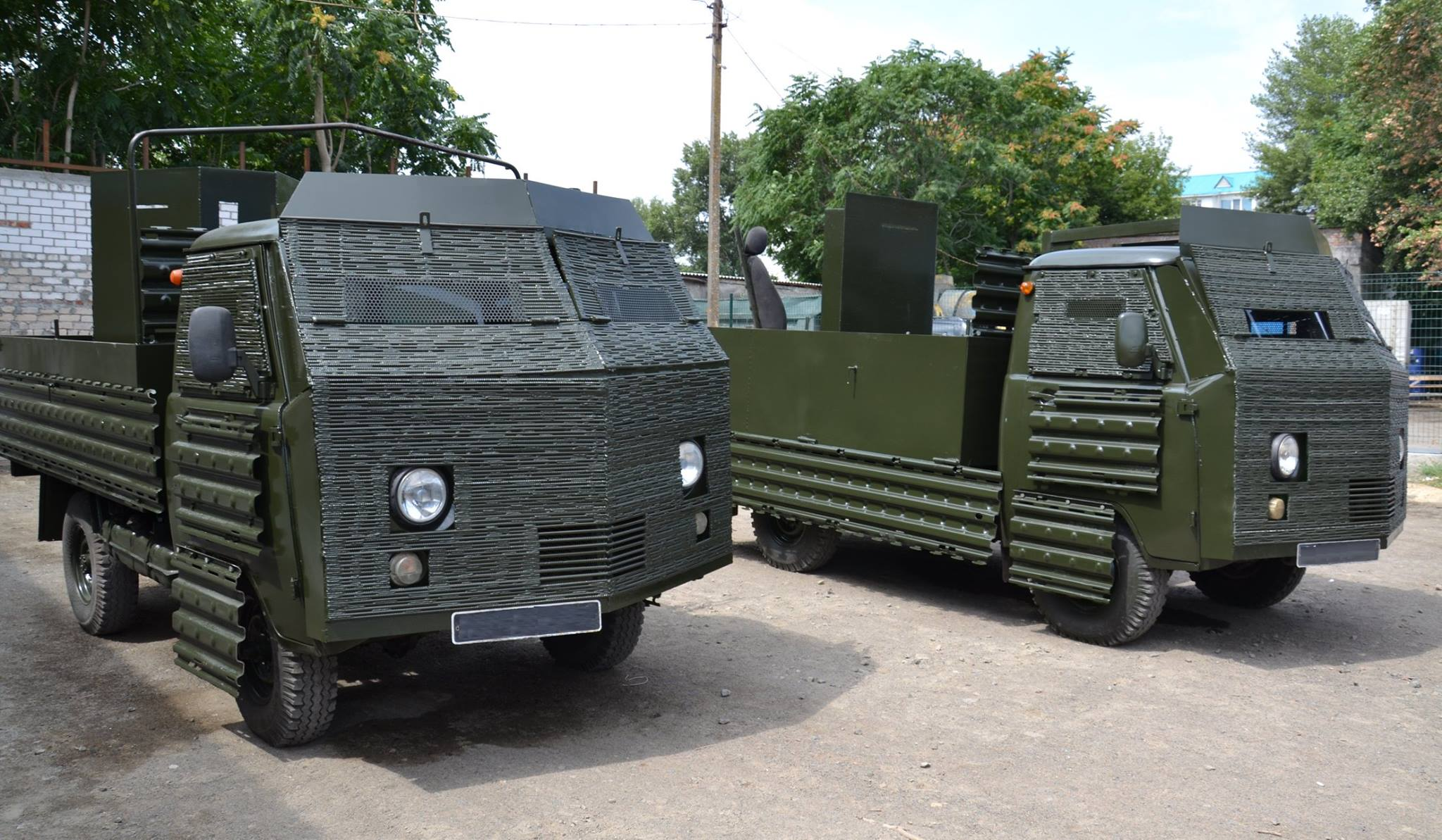
УАЗы для Луганского погранотряда

На предприятии за счет завода в 2014 году во время вооруженного конфликта на востоке Украины отремонтирована военная техника ВСУ.
Весной 2014 завод совместно с ООО «Южная судоремонтная компания» провёл ремонтные работы по ремонту главного двигателя на МДК «Кировоград».
В конце мая 2014 на заводе был произведён капитальный ремонт и модернизация двух бронетранспортёров (одного БТР-80 для 79-й ОАЭМБр и одного БТР-70 для Национальной гвардии Украины)
Летом 2014 на заводе было освоено производство решётчатых противокумулятивных экранов для бронетранспортёров БТР-70 и БТР-80, а также машин на их базе.
В начале июля 2014 заводом были отремонтированы ещё два БТР-70 для 299-й бригады тактической авиации, и изготовлены два бронегрузовика «КамАЗ» специального батальона милиции «Николаев».
18 июля 2014 года завод передал Луганскому пограничному отряду два бронированных УАЗ-3303
В начале октября 2014 для вооружённых сил Украины была изготовлена одна бронированная "скорая помощь" УАЗ-452. 6 октября 2014 директор завода Вячеслав Симченко сообщил, что с начала военной операции на востоке Украины на заводе было отремонтировано свыше 30 единиц техники (бронетранспортёры, "Грады" и грузовики) и начато бронирование одной установки "Град" на шасси "Урал-4320" (у которого бронируют кабину, моторный отсек и бензобак)
В июле 2015 года директор завода В. Симченко сообщил, что с апреля 2014 года завод отремонтировал свыше 60 единиц военной техники (в том числе, одну бронемашину ПРП-4, 41 бронетранспортёр БТР-60/70/80, один бронетранспортёр "саксон", три БРДМ, две РСЗО "Град", 10 грузовиков ГАЗ-66 и две автомашины УАЗ). Кроме того, в конце июля на завод прибыли шесть HMMWV 36-й бригады морской пехоты, которые планируется оснастить креплениями для установки пулемётов ДШК и один требующий ремонта бронетранспортёр.
26 августа 2015 завод завершил ремонт и передал в/ч 3039 Национальной гвардии Украины один отремонтированный КрАЗ-255Б

## Деятельность
Завод специализируется на выполнении капитального ремонта тепловозов серии ТГМ-4, ТГМ-6, ТЭМ-2, ТЭМ-7 ЧМЭ-3, М 62, 2ТЭ 116, а также тепловозных узлов и агрегатов.
Предприятие проводит реостатные испытания тепловозов с использованием электронного комплекса, который дает возможность с высокой точностью настроить тяговые характеристики отремонтированной техники.
ООО «НТРЗ» имеет собственный станочный парк, стенды по настройке регулировке и обкатке ремонтируемого оборудования, в том числе стенды по обкатке дизелей 6ЧН 21/21, дизелей 8 ЧН 26/26. Стенды по обкатке турбокомпрессоров, гидропередач, топливной аппаратуры, а также стенд реостатных испытаний тепловозов.
Завод сотрудничает со следующими предприятиями Украины: ОАО «Полтавский ГОК», ПАО «Мариупольский металлургический комбинат им. Ильича», ПАО «Алчевский металлургический комбинат», ПАО «Енакиевский металлургический комбинат», ОАО «Запорожсталь», ПАО «Никопольский завод ферросплавов», ПАО «Интерпайп Нижнеднепровский трубопрокатный завод», ГП «Антонов», ГП Южноукраинская АЭС, ЧАО «Комсомольское рудоуправление», ПАО «Донецксталь», ПАО «ДТЭК Павлоградуголь», ООО «ДТЭК Свердловантрацит», ООО «ДТЭК Ровенькиантрацит», ПАО «Орджоникидзевский ГОК».

## Благотворительность
Предприятием реализуется ряд социальных проектов помощи ветеранам и малоимущим.
Социальный проект «Помоги ветерану»: завод взял на себя обязательства помогать 143 пенсионерам Корабельного района Николаева, - в рамках социального проекта "Помоги ветерану". Ежемесячно  предприятие намерено оказывать материальную помощь ветеранам Николаева.
Социальный проект «Помощь школьным и дошкольным учреждениям»: в течение всего учебного года 2013—2014 оказывалась спонсорская помощь николаевской общеобразовательной школе № 44, а также детскому саду, готовятся к печати книги для первоклассников — «Азбука юного николаевца».
Социальный проект «Помощь сиротам и инвалидам»: в рамках проекта оказывается реальная материальная или финансовая помощь как инвалидам, так и детям-сиротам.